# Франклін (округ, Арканзас)
Шаблон:StateAbbr_ 35°31′15″ пн. ш. 93°52′33″ зх. д. / 35.520833333333° пн. ш. 93.875833333333° зх. д.
Округ Фра́нклін (англ. Franklin County) — округ (графство) в штаті Арканзас, США. Ідентифікатор округу 05047.
Округ Франклін має два адміністративні центри — Озарк і Чарльстон.

## Історія
Округ утворений 1837 року.

## Демографія
За даними перепису 
2000 року 
загальне населення округу становило 17771 осіб, зокрема міського населення було 2808, а сільського — 14963.
Серед мешканців округу чоловіків було 8795, а жінок — 8976. В окрузі було 6882 домогосподарства, 4965 родин, які мешкали в 7673 будинках.
Середній розмір родини становив 2,99.
Віковий розподіл населення поданий у таблиці:
| Стать    | До 15 років | 15-21 | 22-29 | 30-39 | 40-49 | 50-65 | 65-85 | Понад 85 |
| -------- | ----------- | ----- | ----- | ----- | ----- | ----- | ----- | -------- |
| Чоловіки | 1863        | 996   | 862   | 1202  | 1273  | 1421  | 1064  | 114      |
| Жінки    | 1779        | 896   | 790   | 1147  | 1236  | 1505  | 1340  | 283      |

## Суміжні округи
- Медісон — північ
- Джонсон — схід
- Логан — південний схід
- Себастьян — південний захід
- Кроуфорд — захід

## Виноски
1. ↑  U.S. Decennial Census. United States Census Bureau. Архів оригіналу за 26 квітня 2015. Процитовано 26 серпня 2015.
2. ↑  Historical Census Browser. University of Virginia Library. Архів оригіналу за 11 серпня 2012. Процитовано 26 серпня 2015.
3. ↑  Forstall, Richard L., ред. (27 березня 1995). Population of Counties by Decennial Census: 1900 to 1990. United States Census Bureau. Процитовано 26 серпня 2015.
4. ↑  Census 2000 PHC-T-4. Ranking Tables for Counties: 1990 and 2000 (PDF). United States Census Bureau. 2 квітня 2001. Процитовано 26 серпня 2015.
5. ↑  State & County QuickFacts. United States Census Bureau. Архів оригіналу за 7 червня 2011. Процитовано 20 травня 2014. [Архівовано 2011-06-07 у Wayback Machine.](англ.) Наведено за англійською вікіпедією.
6. ↑  American FactFinder. Бюро перепису населення США. Архів оригіналу за 26 лютого 2012. Процитовано 31 січня 2008. [Архівовано 2008-05-21 у Wayback Machine.]